# Edward Potts
Edward William Potts (ur. 12 lipca 1881 w Penge, zm. 14 września 1944 tamże) – brytyjski gimnastyk, medalista olimpijski.
W 1908 roku uczestniczył w rywalizacji na IV Letnich Igrzyskach Olimpijskich w Londynie. W wieloboju indywidualnym zajął 9. miejsce zdobywając 252,50 punktu.
Cztery lata później uczestniczył w rywalizacji na V Letnich Igrzyskach olimpijskich rozgrywanych w Sztokholmie w 1912 roku. Startował tam w jednej konkurencji gimnastycznej. W wieloboju drużynowym w systemie standardowym uzyskując z drużyną 36,90 punktu, zajął trzecie miejsce, przegrywając jedynie z drużynami włoską i węgierską.
Reprezentował barwy klubu City University London.